# José Rodrigues Coelho do Amaral
José Rodrigues Coelho do Amaral (Lisboa, 15 de maio de 1808 — Ilha de Moçambique, 14 de dezembro de 1873) foi um general de brigada (engenharia) e administrador colonial português que exerceu o cargo de Governador-Geral da Província de Angola por duas vezes, a primeira entre 1854 e 1860, tendo sido antecedido por um Governo Provisório em 1854 e sucedido por Carlos Augusto Franco e a segunda em 1869 e 1870, sendo desta feita antecedido por Francisco António Gonçalves Cardoso e sucedido por Joaquim José da Graça.
Obedecendo a ordens provenientes de Lisboa, o Governador-Geral de Angola, Coelho do Amaral e o comandante da estação naval, João Máximo Rodovalho, com um efetivo de quase 600 homens, incluia um contigente africano do Jaga da Matamba e reforços da metrópole, atacou e ocupou o porto do Ambriz em 1855.
Foi também governador de Macau, de 1863 a 1866, aonde fez grandes obras como a construção do quartel da Infantaria, no terreno aonde mandou demolir o Convento de São Francisco, um projeto que iria culminar na que viria a ser a a Fortaleza São Francisco, alem de mandar da sequencia a construção da Fortaleza em Mong Ha, a construção do primeiro jardim publico da cidade e do Farol do Guia, o primeiro de Ásia. Estabeleceu políticas publicas da Saúde no território.
Morreu aos 14 de Dezembro de 1873, quando exercia o cargo de Governador de Moçambique, cargo que assumiu em Agosto de 1870, sendo sepultado na  Capela de Nossa Senhora do Baluarte. De forma póstuma, foi condecorado de varias honrarias, tanto da monarquia portuguesa como Dinastia Qing, então reinante na China.
1. ↑   Rulers.org - Angola
2. ↑   worldstatesmen.org - Angola
3. ↑  African States and Rulers, John Stewart, McFarland
4. ↑  Marques, João Pedro. A ocupação Do Ambriz (1855): geografia e diplomacia de uma derrota inglesa. [S.l.: s.n.] p. 145
5. ↑  «José Rodrigues Coelho do Amaral: 1863–66». Macau Antigo. 31 Julho 2012. Consultado em 3 Novembro 2012
6. ↑  «AMARAL, JOSÉ RODRIGUES COELHO DO (1808-1873)». macaumemory.mo. Consultado em 16 de junho de 2025

.